# الأبيض سيدي الشيخ
الأبيض سيدي الشيخ، مدينة وبلدية تابعة إقليميا إلى دائرة الأبيض سيدي الشيخ ولاية البيض الجزائرية.

## الموقع الجغرافي
يحد الأبيض سيدي الشيخ كل من:
- شمالا: أربوات
- جنوبا:البنود وولاية ادرار
- شرقا:بريزينة
- غربا: الشلالة و بوسمغون

## التاريخ
الأبيض سيدي الشيخ، أهم وأقدم مدن الجنوب الغربي، تاريخ وحضارة. تعريف المدينة : مدينة الأبيض سيدي الشيخ، تأسست بعد وفاة الأب الروحي لأولاد سيدي الشيخ في بداية القرن العاشر، وهذا لا يعني أنها نشأت في هذا العهد فقط بل كانت قبل هذا تتوفر على مصلى وبئر أسسه سيدي سليمان بن بوسماحة حوالي منتصف القرن التاسع، بحيث أصبح كل من البئر والمصلى مقر لقاء تجار الجنوب وتجار الشمال للتبادل التجاري بين سكان أتوات وسكان مدن التل كتيارت التي كانت مشهورة بالفلاحة. كما بدأ بعض مواطني أتوات وغيرها من التمركز في السهل لممارسة الفلاحة، فنشأ أول قصر (قصر أولاد بودواية وأولاد سيد الحاج بن الشيخ) على الضفة الغربية من السهل.
وما أن مات سيدي الشيخ سنة 940 هـ 1616 م حتى أصبحت القصور تشيد على شكل حصون متوزعة على أربعة (القصر الغربي ـ قصر أولاد سيد الحاج بحوص ـ قصر الرحامنة وقصر أولاد سيد الحاج أحمد) وتمركز أولاد ومحبي ومجدوبي ومريدي الطريقة الشيخية بالأبيض سيدي الشيخ بها. ومن لم يستقر أصبح ملزما بالقدوم سنويا إلى الأبيض سيدي الشيخ لإقامة ركب سيدي الشيخ

## وصلات أخرى

### وصلات داخلية
- دائرة بريزينة
- ولاية البيض
- الزاوية الشيخية

### وصلات خارجية
- إذاعة البيض الجهوية: الموقع الرسمي.
- الموقع الرسمي لولاية البيض.